# Berl Repetur
Berl Repetur (en hébreu :  ברל רפטור) est un homme politique israélien.

## Biographie
Il est né dans l'Empire russe aujourd'hui en Ukraine. Il étudie dans une heder. En 1920, il s'installe en Palestine mandataire et rejoint l'Haganah à Haïfa. Il est membre fondateur du kibboutz Yagur.
En 1927, il rejoint le syndicat Histadrout. Il participe au Congrès sioniste en Allemagne et en Pologne. En 1944, il rejoint le parti Mapam. Il est arrêté par l'armée britannique lors de l'opération Agatha. Il est emprisonné à Rafah.
En 1948, il fut parmi les signataires de la Déclaration d'indépendance de l'État d'Israël.